# Gmina związkowa Rhaunen
Gmina związkowa Rhaunen (niem. Verbandsgemeinde Rhaunen) − dawna gmina związkowa w Niemczech, w kraju związkowym Nadrenia-Palatynat, w powiecie Birkenfeld. Siedziba gminy związkowej znajdowała się w miejscowości Rhaunen. 1 stycznia 2020 gmina związkowa została połączona z gminą związkową Herrstein tworząc nową gminę związkową Herrstein-Rhaunen.    

## Podział administracyjny
Gmina związkowa zrzeszała 16 gmin wiejskich:
1. Asbach
2. Bollenbach
3. Bundenbach
4. Gösenroth
5. Hausen
6. Hellertshausen
7. Horbruch
8. Hottenbach
9. Krummenau
10. Oberkirn
11. Rhaunen
12. Schauren
13. Schwerbach
14. Stipshausen
15. Sulzbach
16. Weitersbach